# Amuré
Amuré – miejscowość i gmina we Francji, w regionie Nowa Akwitania, w departamencie Deux-Sèvres.
Według danych na rok 1990 gminę zamieszkiwało 327 osób, a gęstość zaludnienia wynosiła 22 osób/km² (wśród 1467 gmin regionu Poitou-Charentes Amuré plasuje się na 691. miejscu pod względem liczby ludności, natomiast pod względem powierzchni na miejscu 590.).